# Protikoronski paket
Paketi ukrepov za omilitev posledic epidemije (PKP) (tudi: protikoronski paketi, protikoronski zakoni in svežnji protikoronskih ukrepov) so zakonski svežnji, ki jih je vlada Republike Slovenije sprejela med pandemijo koronavirusne bolezni 2019 v Sloveniji z namenom soočanja z izzivi in posledicmi epidemije v državi. Do pričetka marca 2021 je bilo sprejetih 8 takšnih paketov.

## Protikoronski paket 1 (PKP1)
Prvi protikoronski paket pomoči, vreden tri milijarde evrov, je vlada sprejela 29. marca 2020. Vlada je v njem predvidela dodatek 150 € za redne študente, prejemnike denarne socialne pomoči prejemnike varstvenega dodatka. za velike družine s tremi otroki je paket predvidel 100 €, za tiste s štirimi ali več pa 200 € na mesec. Za upokojence s pokojnino do 500 € je #PKP1 predvidel 300 € dodatka, za tiste s pokojnino med petsto in šeststo evri 230 €, za tiste v rangu 600-700 € pa 130 € dodatka. Enkratni dodatek je tako prejelo 328.780 upokojencev z najnižjimi pokojninami.
Na področju gospodarstva je država nase v celoti vzela plačilo prispevkov za pokojninsko in invalidsko zavarovanje v obdobju od 13. marca do 31. maja 2020 za tiste zaposlene, ki delajo. Povsem neobdavčen krizni dodatek 200 € mora delodajalec izplačati zaposlenim, katerih zadnja plača ni presegala trikratnika minimalne slovenske plače, država pa je v celoti pokrila nadomestilo čakanja na delo za delavce (80 % plače delavca), prav tako nadomestilo plače tistim delavcem, ki zaradi višje sile ne morejo opravljati dela. Vlada je zagotovila tudi določene oprostitve, odloge in olajšave na dohodninskem in bančnem področju.
Samozaposlenim, kmetom in verskim uslužbencem, katerih promet je marca v primerjavi s februarjem upadel za 25 % ali pa je v aprilu in maju v primerjavi s februarjem upadel za polovico, je država izplačala mesečni temeljni dohodek; v marcu so prejeli 350 €, v aprilu in maju pa po 700 €. Samozaposlenim v kulturi,  ki se jim je pravica do plačila prispevkov za socialno varnost iztekla do 30. junija 2020 ali pa jim nova še ni bila potrjena, so ohranili to pravico do konca avgusta.
Državni zbor je paket sprejel 2. aprila 2020. 53 poslancev je glasovalo za, en pa proti.

## Protikoronski paket 2 (PKP2)
Predlog drugega protikoronskega paketa je vlada sprejela 22. aprila 2020. Z njim je predvidela lažji položaj podjetij pri najemanju bančnih posojil: "Višina posameznega poroštva za kredite, ročnost katerih ne bo smela presegati 5 let, odobrene po 12.3.2020 in najkasneje do 31.12.2020, bo znašala 70 % glavnice kredita, danega veliki družbi ter 80 % glavnice kredita, danega mikro, majhnemu ali srednje velikemu podjetju. Skupni znesek izdanih poroštev Republike Slovenije po tem zakonu ne sme presegati dveh milijard evrov."  Ob tem je bil spremenjen tudi zakon o SID banki in razrešena Agencija Republike Slovenije za javnopravne evidence in storitve (AJPES).
Ob tem je vlada predlagala tudi zvišanje povprečnin občin, ta bi se naj s tedanjih 589,11 € dvignila na 623,96 €, s čimer je vlada izpolnila tudi koalicijsko zavezo. S #PKP2 je Republika Slovenija podelila dva milijona evrov poroštev.

## Protikoronski paket 3 (PKP3)
Tretji protikoronski paket pomoči je bil na vladi sprejet 19. maja 2020. Paket je zajemal ukrepe na področju gospodarstva, javnih financ, kmetijstva, gozdarstva in prehrane, sociale, subvencij študentske prehrane, visokega šolstva, infrastrukture ter javnega naročanja. PKP3 je prinesel subvencioniranje skrajšanega delovnega časa, vlada bo financirala polovico delovnega časa, t. j. do 20 ur tedensko.
Na področju gospodarstva je med vidnejšimi ukrepi bilo nadomestilo za čakanje na delo za tista podjetja v turizmu in gostinstvu, ki jim bodo prihranki glede na leto 2019 padli za več kot 10 %. Drugi večji gospodarski ukrepi so bili turistični boni oz. vavčerji. Vlada je vsem polnoletnim državljanom namenila po 200 €, mladoletnim pa po 50 € bonov, ki jih lahko koristijo pri vseh slovenskih ponudnikih nočitev z zajtrkom. Država je za bone namenila 345 milijonov evrov.
Državni zbor je paket potrdil 29. maja 2020. Za je glasovalo 51, proti pa 8 poslancev.

## Protikoronski paket 4 (PKP4)
Četrti paket pomoči je bil na vladi sprejet 28. junija 2020.

## Protikoronski paket 5 (PKP5)
Vlada je peti protikoronski paket sprejela na večerni seji, 23. septembra 2020. Na področju dela podaljšuje ukrep čakanja na delo doma do konca leta 2020 za vse panoge, pogoj je upad prihodkov za vsaj 30 odstotkov glede na leto 2019. Vsi starši, ki bi zaradi okuženega otroka morali biti odsotni z dela, so upravičeni do 80 % nadomestila plače. Na voljo je tudi 100-odstotnono nadomestilo plače za zaposlene, ki jim je bila odrejena karantena zaradi stika z okuženo osebo na delovnem mestu. Če je karantena odrejena samozaposlenim, so upravičeni do 250 € nadomestila. Vlada je ponovno uvedla tudi ukrep temeljnega mesečna dohodka v višini 700 € in povračilo prispevkov v višini 400 € na mesec. Vsi, ki so vključeni v obvezno zdravstveno zavarovanje, pa bodo upravičeni tudi do cepiva za sezonsko gripo.
Za vse zaposlene, ki v rdečih in sivih conah delujejo neposredno z okuženimi z novim koronavirusom, PKP5 uvaja dodatek v višini 30 % osnovne urne postavke zaposlenega. Na področju izobraževanja PKP5 ureja izobraževanje na daljavo, zagotovitev financiranja zaščitne opreme in sredstev za dezinfekcijo prostorov v izobraževalnih zavodih ter oprostitev plačila vrtca, če je bila otroku odrejena karantena. Ker je bila med karanteno v obdobju med 16. marcem in 11. majem izvajalcem prevozniških storitev onemogočena dejavnost, vlada v PKP5 predlaga nadomestilo za stroške, nastale v tistem obdobju.
V državnem zboru je bil 15. oktobra 2020 predlog paketa sprejet z 48 glasovi proti 29.

## Protikoronski paket 6 (PKP6)
Šesti paket pomoči za lajšanje posledic zaradi koronavirusa, vreden milijardo evrov, je vlada sprejela na dopisni seji 10. novembra 2020. Ob predstavitvi predloga je finančni minister Andrej Šircelj navedel, da se je od maja brezposelnost znižala iz 90.000 na 83.000 oseb. Vlada je predvidela kritje fiksnih stroškov podjetij, česar prejšnji protikoronski paketi niso vsebovali. Gospodarski minister Zdravko Počivalšek je navedel, da Slovenija še vedno ohranja visoke bonitetne ocene pri finančnih institucijah.
Na področju dela in sociale je vlada poenostavila način prijave dela od doma, prav tako je bilo podaljšanje subvencioniranje skrajšanega delovnega časa do 30. junija 2021. Za delavce v domovih za ostarele je v KPK6 predviden višji dodatek za delo v sivih in rdečih conah. Ponovno so bile aktivirane subvencije podjetjem za čakanje zaposlenih na delo, kmetom finančno nadomestilo zaradi izpada dohodka, odlog plačila obveznosti iz bančnih posojil za 12 mesecev ipd. Za obdobje med 1. junijem 2020 in 31. decembrom 2021 bo državni proračun izvajalcem socialno varstvene storitve institucionalnega varstva kril "izpad prihodkov v višini cene oskrbe I v standardni dvoposteljni sobi s souporabo sanitarij za vse nezasedene kapacitete, ki so prazne zaradi zagotavljanja ukrepa omejevanja okužbe s COVID-19", v istem obdobju jim krije tudi "izpad prihodkov v višini cene za dvoposteljno sobo s souporabo sanitarij, ki je najnižja med vsemi oblikovanimi cenami za kategorije oskrbe institucionalnega varstva odraslih s posebnimi potrebami, za vse nezasedene kapacitete, ki so prazne zaradi zagotavljanja ukrepa omejevanja okužbe s COVID-19."
S šestim paketom pomoči staršem za otroka, ki vrtca v času epidemije ne obiskuje, le-tega ni potrebno plačati, izpad nadomesti državni proračun. Prav tako je vlada predvidela kritje izpada plačil v zasebnih vrtcih, ki se financirajo na podlagi 34. člena Zakona o vrtcih RS, država jim krije tudi 15 % cene za posameznega otroka.
Vsem učencem in dijakom, ki so upravičeni do šolskih obrokov, bo lokalna skupnost zagotavljala brezplačni topli obrok v dnevih, ko poteka pouk. Stroške krije državni proračun. Državni proračun in sredstva Evropske unije krijejo tudi nakup zaščitne opreme tistim dijakom in študentom, "ki jo ti potrebujejo pri opravljanju izobraževalnih ali študijskih obveznosti po študijskih programih javnih in koncesioniranih visokošolskih zavodov." V #PKP6 je bila sprva predvidena tudi izenačitev vpisnih pogojev med splošno in poklicno maturo. Po odklonilnem mnenju Skupnosti splošnih ter strokovnih gimnazij je ministrstvo ta člen umaknilo. S šestim paketom je vsem študentom oproščeno plačilo storitev študentskih domov.
Vlada je šestim paketom omogočila tudi virtualno izvedbo skupščin in sej nadzornih organov. Uveljavila je tudi pogoje, s katerimi bo slovenska aplikacija za slednje okužbam #OstaniZdrav povezljiva z drugimi tovrstnimi aplikacijami v Evropski uniji.
Paket je bil v državnem zboru potrjen 25. novembra 2020.

## Protikoronski paket 7 (PKP7)
Sedmi paket pomoči za lajšanje posledic zaradi koronavirusa, vreden 550 milijonov evrov, je vlada sprejela 19. decembra 2020. Z njim vlada vsakemu študentu izplača 150 evrov, zaposlenim z nizkim dohodkom 200 evrov, verskim uslužbencem 700 evrov in dodatek upokojencem s pokojninami do 714 evrov; za pokojnino v rangu 612,01 in 714 prejmejo 130 evrov dodatka, v rangu 510,01 in 612 prejmejo 230 evrov dodatka, tisti z višino pokojnine do 510 evrov pa 300 evrov dodatka. Kmetom z nizkimi finančnimi prihodki vlada namenja 150 evrov. Za vsakega otroka, rojenega v času od razglasitve prve epidemije, vlada s PKP7 namenja 500 evrov, prejemniki otroškega dodatka do petega dohodkovnega razreda prejmejo 50 evrov pomoči za vsakega otroka, družine s tremi otroki 100 evrov, tiste s štirimi ali več pa 200 evrov.
Na področju kulture PKP7 med drugim omogoča državna sredstva filmskim projektom, ki zaradi epidemije niso bila izplačana.

## Protikoronski paket 8 (PKP8)
Vlada je osmi paket pomoči, vreden 320 milijonov evrov, sprejela na seji 25. januarja 2021. PKP8 se navezuje predvsem na ohranjanje delovnih mest - vlada je ukrep čakanja na delo podaljšala do 30. aprila, z možnostjo podaljšanja do 30. junija 2021. Delodajalcem za plače delavcev, ki brez dodatkov ne dosegajo ravni minimalne plače, država subvencionira 50 evrov, prav tako delodajalci v drugi polovici leta 2021 razbremenjeni plačila prispevkov za socialno varnost za zaposlene. Zaposleni, ki ga ob decembrski plači zaradi prejema nagrade za poslovno uspešnost niso, prejmejo krizni dodatek 200 evrov. Uvedeno je bilo tudi finančno nadomestilo zaradi izpada dohodka za nosilce kmetijskih gospodarstev in nosilce dopolnilne dejavnosti od 1. oktobra 2020.
Z osmim paketom pomoči je vlada razširila seznam prejemnikov enkratne pomoči; polnoletni dijaki prejmejo 50 €, študenti s stalnim prebivališčem v Sloveniji, ki se v tekočem šolskem letu šolajo v tujini, pa 150 €. Enako višino enkratnega dodatka prejmejo tudi vojni veterani in invalidi ter brezposelni, ki so delo izgubili po 12. marcu 2020 in so ob izplačilu še vedno brezposelni.
Podaljšana je bila možnost tridnevne bolniške odsotnosti brez zdravniškega potrdila, a le enkrat v koledarskem letu. Z začasnim ukrepom država verskim uslužbencem začasno krije socialne prispevke. Do konca šolskega leta 2020/2021 bo država prevoznikom nadomestila izpad prihodkov z naslova šolskih prevozov, prav tako se do konca junija 2021 podaljšuje "ukrep nadomestila izpada prihodkov izvajalca prevoza potnikov v železniškem prometu, za izvajalce prevozov potnikov z avtobusi in imetnikom licence za opravljanje prevozov v cestnem prometu, ki izvajajo občasni prevoz s kombiniranimi vozili." Poleg tega je država nase prevzela stroške testiranj slovenskih športnikov.
V osmem paketu pomoči je vlada uvedla tudi kazni za preskakovanje vrst pri cepljenju proti novemu koronavirusu.
V državnem zboru je bil PKP8 potrjen 3. februarja 2021.